# Güzelyurt (Aksaray)
Pour les articles homonymes, voir Güzelyurt.
Güzelyurt est une ville et un district de la province d'Aksaray dans la région de l'Anatolie centrale en Turquie. Mieux connue sous son ancien nom, Gelveri, on y trouve une cité souterraine ; il existerait 200 sites de ce genre en Cappadoce (Turquie), le plus connu et le plus grand étant celui de Derinkuyu.

## Histoire

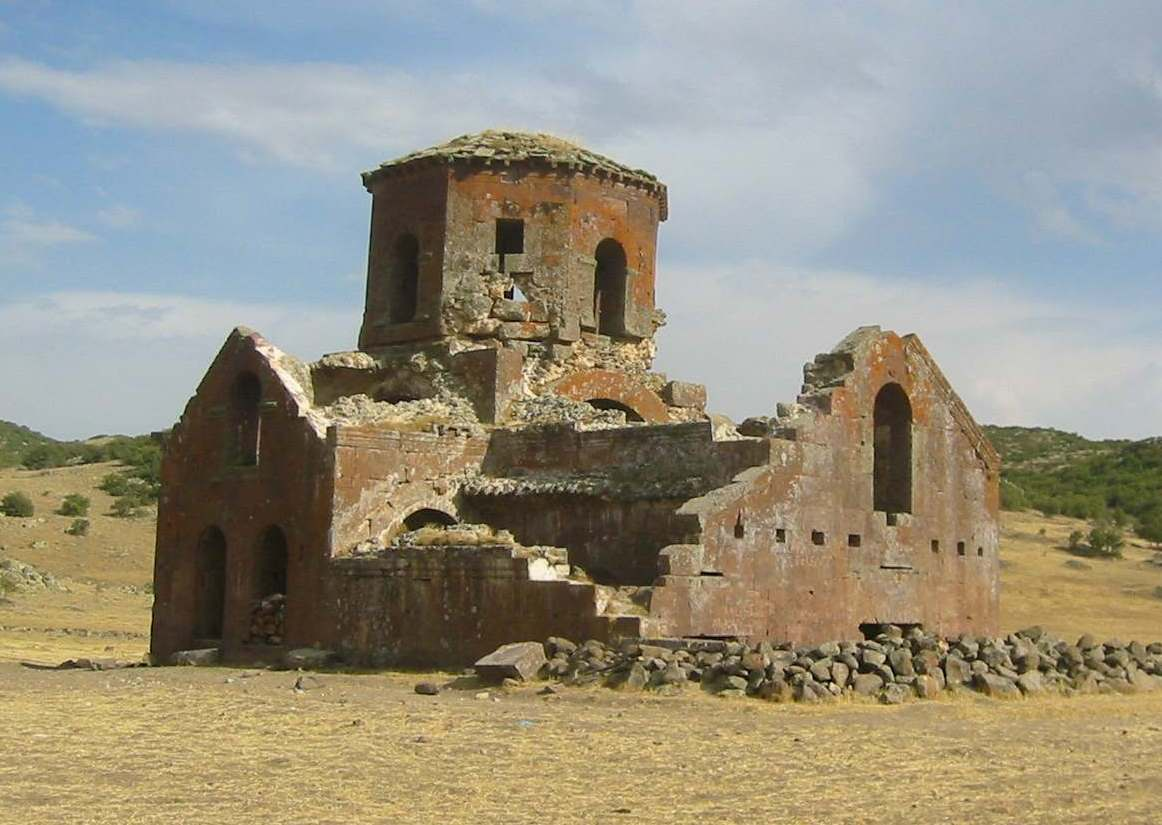
L'Église rouge, construite au VIe siècle dans le district de Güzelyurt.